# 璜·馬努爾·卡諾
璜·馬努爾·卡諾（1987年2月12日—）是一名阿根廷田徑運動員，曾代表國家參加2012年倫敦奧運的男子競走比賽，並未獲得獎牌。他也參加了2007年泛美運動會和2011年泛美運動會。